# Homoporus smaragdinus
Homoporus smaragdinus is een vliesvleugelig insect uit de familie Pteromalidae. De wetenschappelijke naam is voor het eerst geldig gepubliceerd in 1970 door Erdös.